# Halidaya
Halidaya är ett släkte av tvåvingar. Halidaya ingår i familjen parasitflugor.
Släktet innehåller bara arten Halidaya aurea.